# Estación de Corbie
La estación de Corbie es una estación ferroviaria francesa, de la línea férrea París-Lille, situada en la comuna de Corbie, en el departamento de Somme. Por ella transitan únicamente trenes regionales que unen Amiens y Rouen con el norte de Francia.

## Situación ferroviaria
La estación se encuentra en el punto kilométrico 139,738 de la línea férrea París-Lille. 

## Historia
Fue inaugurada en la segunda mitad del siglo XIX por parte de la Compañía de ferrocarriles del Norte aunque el edificio de viajeros data de 1867. Fue restaurada treinta años después y ampliada en 1933. En 1937, la estación pasó a ser explotada por la SNCF.

## La estación
La estación posee dos andenes laterales y dos vías. El cambio de vía se realiza gracias a un paso subterráneo. 

## Servicios ferroviarios

### Regionales
- Línea Amiens - Lille.
- Línea Amiens - Albert.
- Línea Rouen - Lille.